# Carl Ludwig Hablitz
 (février 2016).
Si vous disposez d'ouvrages ou d'articles de référence ou si vous connaissez des sites web de qualité traitant du thème abordé ici, merci de compléter l'article en donnant les références utiles à sa vérifiabilité et en les liant à la section « Notes et références ».
Carl Ludwig Hablitz (ou Karl Ivanovitch Gablits) est un botaniste prussien devenu sujet de l'Empire russe, né en 1752 à Königsberg et mort en 1821 à Saint-Pétersbourg.
- Le petit-fils : le musicien Alexandre Serov
- L'arrière-petit-fils : le peintre Valentin Serov

## Carrière
Carl Hablitz est né dans une famille allemande juive.
Son père quitte Königsberg (Prusse-Orientale) en 1758 pour la Russie - il était invité à travailler à l'Université de Moscou. Carl est arrivé en Russie à l'âge de 6 ans, il a enseigné à l'Université de Moscou et est devenu un botaniste scientifique russe, membre de l'Académie des Sciences.
Carl Ludwig Hablitz participe de 1769 à 1773 à l'expédition de Samuel Gottlieb Gmelin en Russie méridionale et en Perse. Il devient ensuite conservateur du jardin botanique d'Astrakhan, puis en 1781 fait partie de l'expédition du comte Voïnovitch jusqu'à la mer Caspienne. Il devient vice-gouverneur de l'oblast de Tauride (Crimée) en 1783. En 1802, il est nommé directeur principal des forêts d'État au département des forêts du ministère des Finances. Il ouvre une première école d'études forestières à Tsarskoïe Selo en 1803, puis à Kozelsk en 1805.

## Publications
Il fait paraître :
- Description physique de la région de Tauride, sa position et ses trois empires naturels (1785), traduit en français en 1788.
- Nouvelles géographiques de Tauride
- Bemerkungen auf einer Reise durch die persische Landschaft Ghilan.

## Hommages
Bieberstein nomme en son honneur des plantes de différents genres (Atripliceae (en) Rchb., Chenopodeae Spr., Pentandria Digynia (pt) L.)  et Hablitzia, dont la seule espèce, H. tamnoides Bieberst., croît dans le Caucase.